# Balise routière de renforcement permanent d'un marquage en France
Pour les articles homonymes, voir J11.
La balise routière de renforcement permanent d'un marquage est une balise souple, codée J11 en France, qui renforce le marquage permanent longitudinal continu en des points particuliers. 

## Usage
Elles sont utiles dans les cas suivants :
- annonce d'obstacle ;
- guidage, canalisation de trafic ;
- dissuasion, empêchement de manœuvre dangereuse ;
- emploi ponctuel en agglomération, dans la perspective d'un aménagement définitif de voirie.

## Descriptif

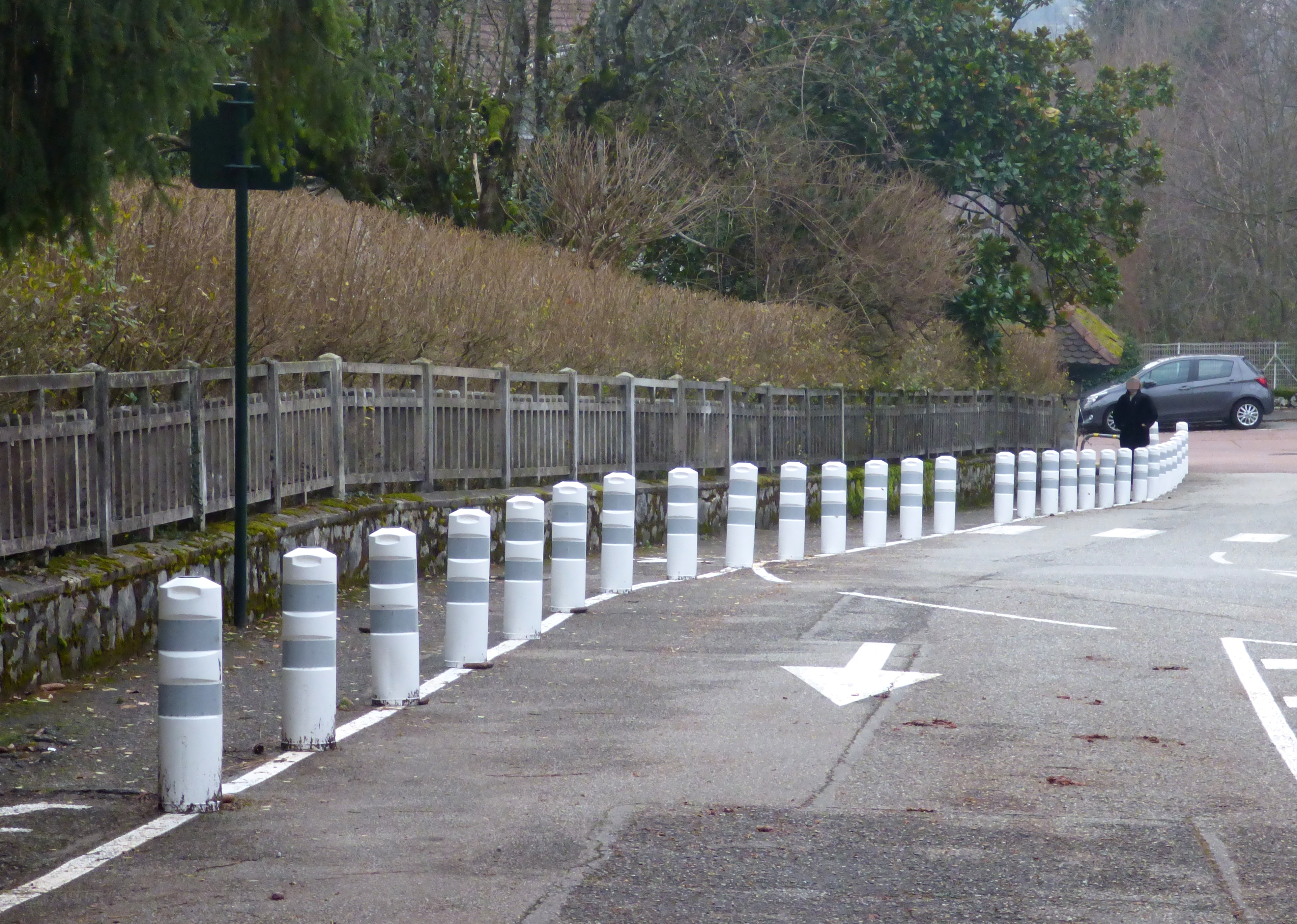
Délimitation d'une route à l'aide de balises de type J11.

La balise J11 se présente sous forme d'un profil fermé ou d'une lame plane ou cintrée. Sa hauteur normale est comprise entre 700 et 850 mm ; exceptionnellement, elle peut être abaissée jusqu'à 500 mm en agglomération. Sa largeur apparente est comprise entre 150 et 200 mm.
Elle est de couleur blanche et comporte deux bandes blanches rétroréfléchissantes de 100 mm de hauteur, espacées de 50 à 100 mm et placées dans les deux tiers supérieurs de la balise. 
Ces bandes ne doivent pas se prolonger sur la face non visible des balises si, la nuit, elles risquent de donner une indication trompeuse pour les usagers circulant en sens inverse.
Les balises J11 sont en général implantées à environ 0,5 mètre au-delà de la ligne continue, exceptionnellement sur cette ligne continue.